# Diocesi di Auguro
La diocesi di Auguro (in latino: Dioecesis Auguritensis) è una sede soppressa e sede titolare della Chiesa cattolica.

## Storia
Auguro è un'antica sede episcopale della provincia romana di Numidia. La città si trovava a sud-ovest di Costantina; nelle rovine di Sidi-Tahar e di Sidi-Embarec è stata trovata una pietra miliare con il nome di Auguritenses.
Sant'Agostino, nel De civitate Dei, parla di «Audurus nomen est fundi, ubi est ecclesia et in ea memoria martyris Stephani».
Sono due i vescovi attribuiti a questa antica diocesi. Alla conferenza di Cartagine del 411, che vide riuniti assieme i vescovi cattolici e donatisti dell'Africa romana, prese parte il cattolico Montano; la sede non aveva in quell'occasione nessun vescovo donatista.
Il nome di Leporius Augurensis appare al 35º posto nella lista dei vescovi della Numidia convocati a Cartagine dal re vandalo Unerico nel 484; Leporio, come tutti gli altri vescovi cattolici africani, fu condannato all'esilio. Questo vescovo è attribuito da Mesnage e Jaubert alla diocesi di Azura, perché nella trasmissione testuale alcune manoscritti hanno la forma Azurensis al posto di Augurensis.
Dal 1933 Auguro è annoverata tra le sedi vescovili titolari della Chiesa cattolica; dal 16 febbraio 2011 il vescovo titolare è José Francisco Falcão de Barros, vescovo ausiliare dell'ordinariato militare in Brasile.

## Cronotassi

### Vescovi residenti
- Montano † (menzionato nel 411)
- Leporio ? † (menzionato nel 484)

### Vescovi titolari
- Michel-Maurice-Augustin-Marie Darmancier, S.M. † (22 dicembre 1961 - 21 giugno 1966 nominato vescovo di Wallis e Futuna)
- Victor-Julien-André Gouet † (30 dicembre 1966 - 15 dicembre 1988 deceduto)
- Gilles Lussier (23 dicembre 1988 - 7 settembre 1991 nominato vescovo di Joliette)
- Simon Akwali Okafor † (6 marzo 1992 - 9 settembre 1994 nominato vescovo di Awka)
- Edwin Michael Conway † (24 gennaio 1995 - 9 agosto 2004 deceduto)
- Giancarlo Petrini (12 gennaio 2005 - 15 dicembre 2010 nominato vescovo di Camaçari)
- José Francisco Falcão de Barros, dal 16 febbraio 2011